# Rustaveliavenyn
För andra betydelser, se Rustaveli.

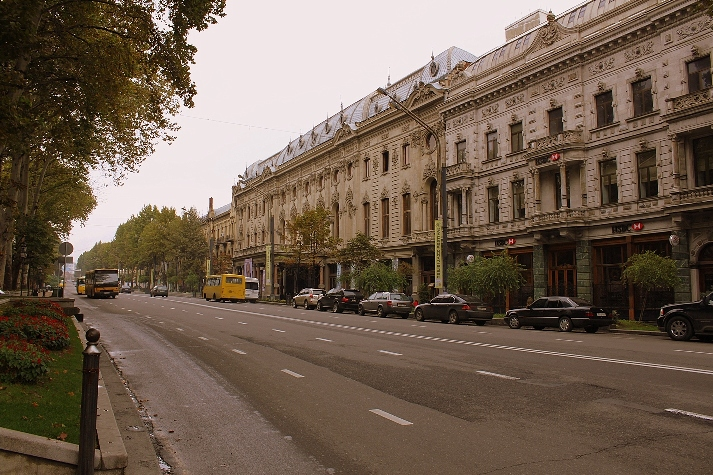
Rustaveliavenyn i oktober 2010.

Rustaveliavenyn (georgiska: რუსთაველის გამზირი, Rustavelis gamziri) är en aveny i centrala Tbilisi, Georgiens huvudstad. Avenyn gick tidigare under namnet Golovingatan. Gatan är uppkallad efter den georgiska poeten Sjota Rustaveli. 

## Historia
Avenyn hette från början Sasatjle Kutja (palatsgatan). Vägen anlades under mitten av 1800-talet, och låg då belägen i det ryska distriktet av staden, varav gatan fick det ryskklingande namnet Golovingatan år 1841. 

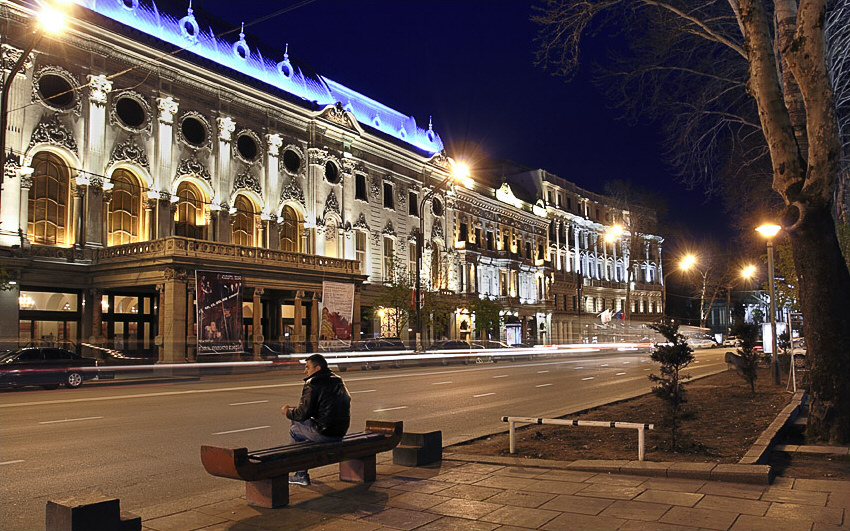
Tbilisi Marriott Hotel vid Rustaveliavenyn.

Under prins Michail Vorontsovs regeringstid utvidgades gatan och efter år 1848 blev den en boulevard, med stora plantager som spred sig längs bägge sidor av gatan. Prins G. Bationi-Muchran lät år 1854 bygga sitt palats utmed vägen. År 1863 öppnades en stor offentlig park ritad av landskapsarkitekten Heinrich Scharrer mellan boulevarden och Mtkvarifloden. 
Byggnationerna följdes av uppförandet av Hotel Rossija år 1884, militärmuseet år 1885, georgiska kulturplatsen med ett berömt källarcafé år 1887 (idag känt som Rustaveliteatern). År 1895 uppfördes Hotel Orient och år 1896 uppfördes Tbilisis opera. Dessa byggnader går i klassisk, barock och art-nouveau stilarna. På 1900-talet anlades det historiska museet (år 1923), Georgiens regeringsbyggnad (1938, idag riksdagshuset), Rustavelibiografen (1939), samt ett större varuhus år 1975. Därtill anlades flera ministeriers byggnader utmed avenyn. 
Avenyn har ständigt varit en skådeplats för politisk förändring i Georgien. I april år 1989 marscherade 1 956 unga demonstranter mot regeringsbyggnaden som ligger vid avenyn. Sovjetiska stridsvagnar gjorde motstånd vilket ledde till att 20 unga människor, främst kvinnor, mördades (se massakern i Tbilisi). År 1991 och 1992 ledde krigsherrarna Dzjaba Ioseliani och Tengiz Kitovani en kupp mot den folkvalde presidenten Zviad Gamsachurdia. Kuppen resulterade i hårda eldstrider, och kulhålen är än idag synliga vid parlamentsbyggnaden. År 2003 utspelade sig här den så kallade Rosenrevolutionen mot regeringen Eduard Sjevardnadze. Demonstrationerna ledde till att Sjevardnadze tvingades att avgå några månader senare. I november 2007 leddes nya massprotester vid avenyn, denna gång mot sittande presidenten Micheil Saakasjvili. Demonstranterna krävde att ett nyval skulle tidigareläggas, vilket även skedde då valet hölls i början av år 2008. 
Längs avenyn ligger många av stadens mest kända caféer. Bland dessa är Vincent, som är populär bland konstnärer och studenter och Laghidze, en traditionell dryckesbutik som grundades år 1904.

## Kända byggnader
- Rustaveliavenyn 2-4: Tbilisivaruhuset
- Rustaveliavenyn 2: Statliga Aleksandr-Gribojedov-dramaten
- Rustaveliavenyn 3: Statliga Simon-Dzjanasjia-museet
- Rustaveliavenyn 3: Moderna konstmuseet
- Rustaveliavenyn 5: Rustavelibiografen
- Rustaveliavenyn 6: Ungdomspalatset
- Rustaveliavenyn 7: Georgiska målarhuset
- Rustaveliavenyn 8: Georgiens parlament
- Rustaveliavenyn 11: Statliga konstgalleriet
- Rustaveliavenyn 12: Kommunikationsministeriet
- Rustaveliavenyn 13: Tbilisi Marriott Hotel
- Rustaveliavenyn 17: Statliga Akademiska Rustaveliteatern
- Rustaveliavenyn 19: Statliga georgiska institutet för teater och film
- Rustaveliavenyn 25: Statliga Zakaria-Paliasjvili-teatern för opera och balett
- Rustaveliavenyn 29: Georgiens författningsdomstol
- Rustaveliavenyn 30: Justitieministeriet

### Fotnoter
1. ↑  Chivers, C.J. (7 november 2007). ”Georgia protests erupt in violence as police try to clear demonstrators”. The New York Times. http://www.nytimes.com/2007/11/07/world/europe/07iht-07georgia.8229973.html. (engelska)